# Дингі

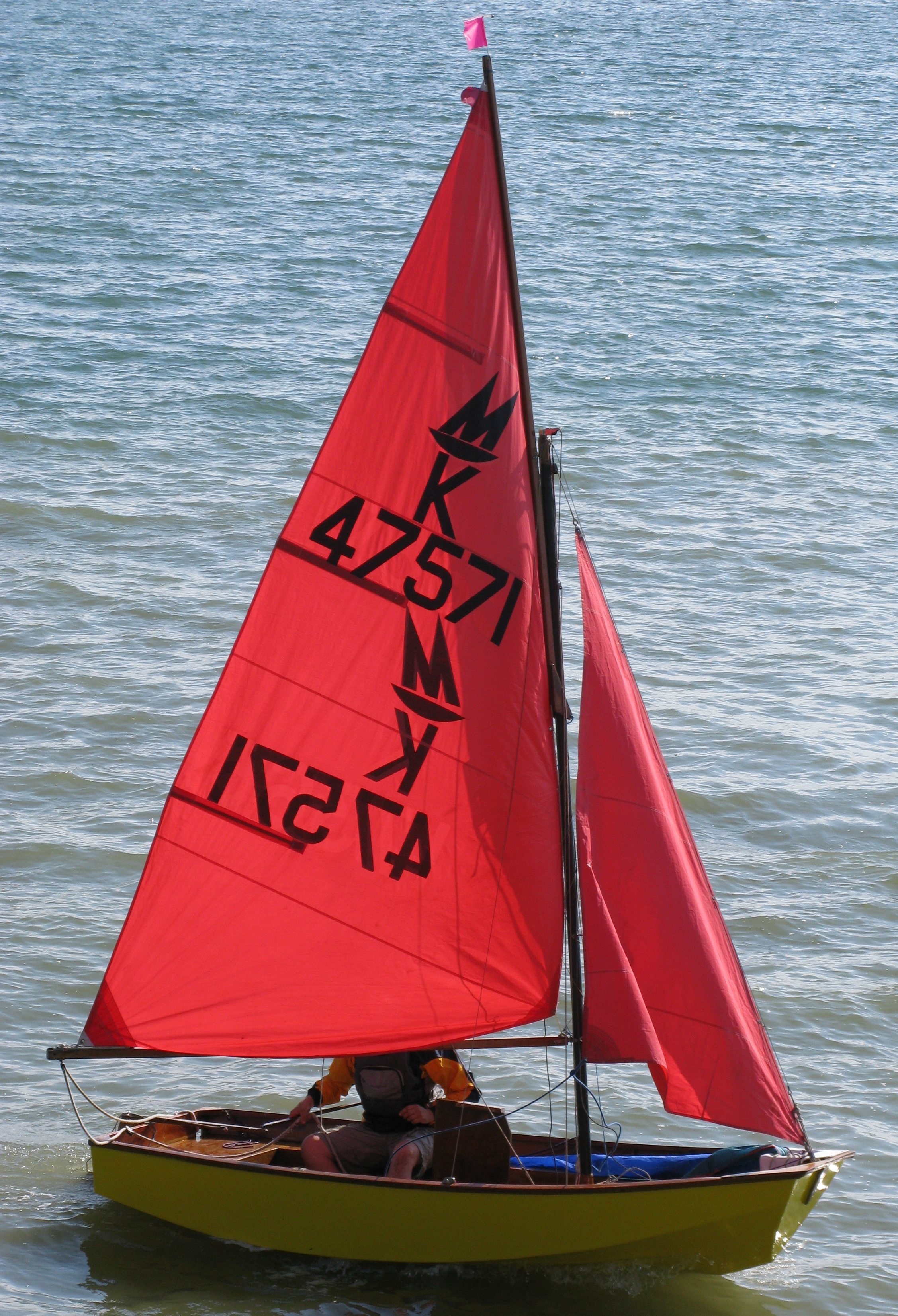
Швертбот Міррор-дингі

Ди́нгі (від англ. dinghy, що походить з індо-арійських мов) — в загальному випадку маленька шлюпка, тузик, довжиною близько 3 метрів, в якій може розміститися від 2 до 5-6 осіб. Призначається для перевезення людей, невеликих предметів із судна на берег або між судами, може використовуватися як рятувальна шлюпка на великому судні.
Спочатку дингі — це невеликий плоский човен, який використовувався локально в Калькутті (Бенгалія, Індія). Англійський королівський флот прийняв цей тип човна і термін був англізований як dinghy.

## Опис
Компактність дингі зумовлена необхідністю піднімати його на борт судна невеликого розміру, зазвичай від 12 до 20 м. Судна більшої довжини можуть використовувати повнорозмірні шлюпки, тому на них тузики або дингі, як правило, не використовуються.
Через свої малі розміри, дингі найчастіше мають спрощену безнабірну конструкцію і гострі контури, та виготовляються з фанери або пластику.
Тузик (дингі), оснащений вітрилами, є найбільш доступним засобом для занять вітрильним спортом. У такій якості вони набули поширення після закінчення Другої світової війни, коли було створено низку проєктів, призначених для спортивних цілей, а згодом отримали ширше призначення. До них належать швертботи «Кадет», «Оптиміст», «ОК-Дингі», «Міррор-Дингі», «Бекас».
Як правило, дингі — це швертбот, тобто човен, оснащений висувним плавцем-швертом, який перешкоджає знесенню яхти під вітер. Можливість прибирати шверт потрібна для проходу мілководдям або при швартовці до берега.
Вітрильне озброєння дингі найчастіше буває: кет (бермудський або рейковий) або шлюп (бермудський, гуарі). Через свої невеликі розміри дингі — типовий картоп-човен, тобто човен, який можна перевозити на верхньому багажнику легкового автомобіля.
Дингі не володіють високими морехідними або ходовими якостями. Їх використання обмежується плаванням у закритих або внутрішніх водоймах в умовах гарної погоди і на невеликій відстані від берега. Також на борту дингі складно знайти який-небудь комфорт, часто на них немає навіть сидінь-банок і екіпаж розміщується, сидячи на днищі або бортах. Всі ці незручності окупаються низькою вартістю, легкістю і простотою управління.

### Назва
В період розквіту їх популярності термін «дингі» став використовуватися в українській мові в значенні «маленький спортивний швертбот». Терміном «тузик» продовжували називати переважно гребні човни. Тим не менш, для вітрильних човнів довжиною від 4 м правильніше використовувати термін «швертбот».

## Дингі в Радянському Союзі
У Радянському Союзі в промислових кількостях виготовлялися швертботи-дингі класів «Оптиміст», «Кадет» та «Луч». Крім того, легкі швертботи будували майстри-умільці.
В даний час в Україні швертботи, які можна віднести до дингі, практично не виробляються, так як верфі в основному використовують пластик, а цей матеріал дозволяє за тієї ж вартості випускати більш сучасні корпуси великих розмірів. Тим не менш, самостійне будівництво дингі зберегло свою актуальність, тому що такі швертботи добре підходять для закритих водойм, можуть перевозитися на верхньому багажнику легкового автомобіля і зберігатися в гаражі. Крім того, будівництво дингі — це чудова можливість навчитися будувати човни.